# Eliometro

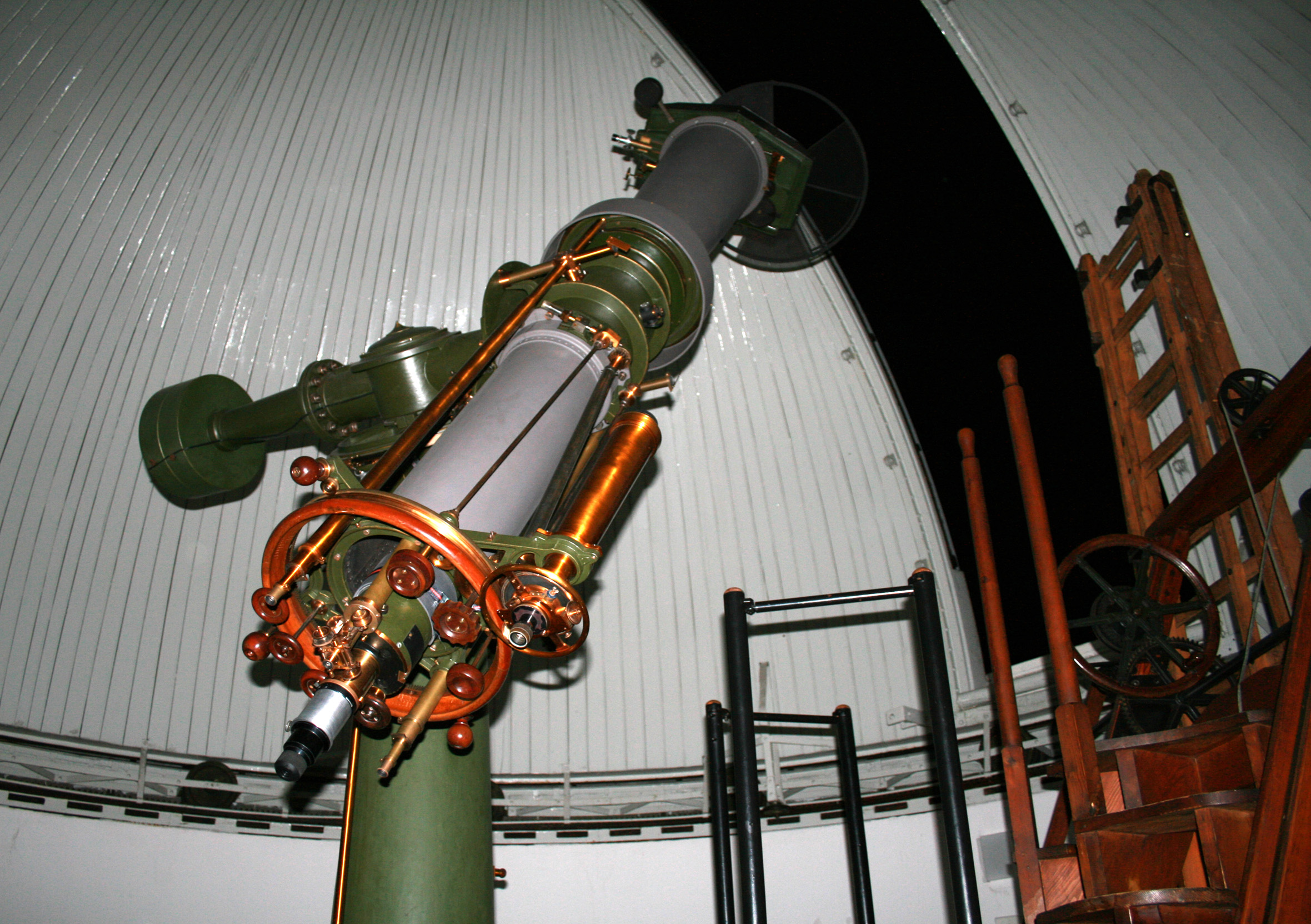
Eliometro all'osservatorio Kuffner di Vienna

L'eliometro è uno strumento ottico destinato alla misura del diametro solare. 
Il modello inizialmente costruito da Joseph von Fraunhofer è costituito da due metà di una stessa lente che possono essere spostate rispetto all'altra. Le due metà forniscono due immagini distinte di una stessa sorgente, che vengono a coincidere, solo quando coincidono i centri delle due semi-lenti. Viceversa, se le sorgenti sono due è possibile, spostando una metà rispetto all'altra, portare a coincidere le immagini. 

In questo modo è possibile misurare la distanza angolare di due oggetti celesti vicini; esso funziona meglio di un micrometro filare perché più preciso.
"Eliometro" è anche il nome con cui Gian Domenico Cassini chiamò la Linea Meridiana della Basilica di San Petronio a Bologna.